# Carlos Akapo
Carlos Akapo Martínez (ur. 12 marca 1993 w Elche) – hiszpański piłkarz występujący na pozycji napastnika w San Jose Earthquakes.